# Абаса
’Абаса (араб. عبس — Нахмурился) — восьмидесятая сура Корана. Сура мекканская. Ниспослана между сурами ан-Наджм  и аль-Кадр. Состоит из 42 аятов.

## Содержание
Сура ниспослана в Мекке по поводу события, когда пророк Мухаммад встретился с мекканскими лидерами для разъяснения сути ислама. Во время беседы к нему подошёл Абдуллах ибн Умм Мактум и сказал: «О, Посланник Аллаха, научи меня тому, чему тебя научил Аллах». В среде мекканской знати же не было принято, чтобы простой бедный человек находился рядом с ними и вмешивался в их беседы. Мухаммаду это также не понравилось и он отвернулся от Абдуллаха, который после этого ушёл. По этому поводу были ниспосланы первые аяты суры Абаса:

Он нахмурился и отвернулся, ۝ потому что к нему подошёл слепой.  ۝ Откуда тебе знать? Возможно, он бы очистился  ۝ или помянул бы наставление, и поминание принесло бы ему пользу.  ۝ Тому, кто решил, что он ни в чём не нуждается,  ۝ ты уделяешь внимание,  ۝ Что же будет тебе, если он не очистится?  ۝ А того, кто приходит к тебе со рвением  ۝ и страшится Аллаха,  ۝ ты оставляешь без внимания.
—  80:1—10 (Кулиев)